# Scyliorhinus hesperius
Scyliorhinus hesperius är en hajart som beskrevs av Springer 1966. Scyliorhinus hesperius ingår i släktet Scyliorhinus och familjen rödhajar. IUCN kategoriserar arten globalt som otillräckligt studerad. Inga underarter finns listade i Catalogue of Life.